# Ana Gomes

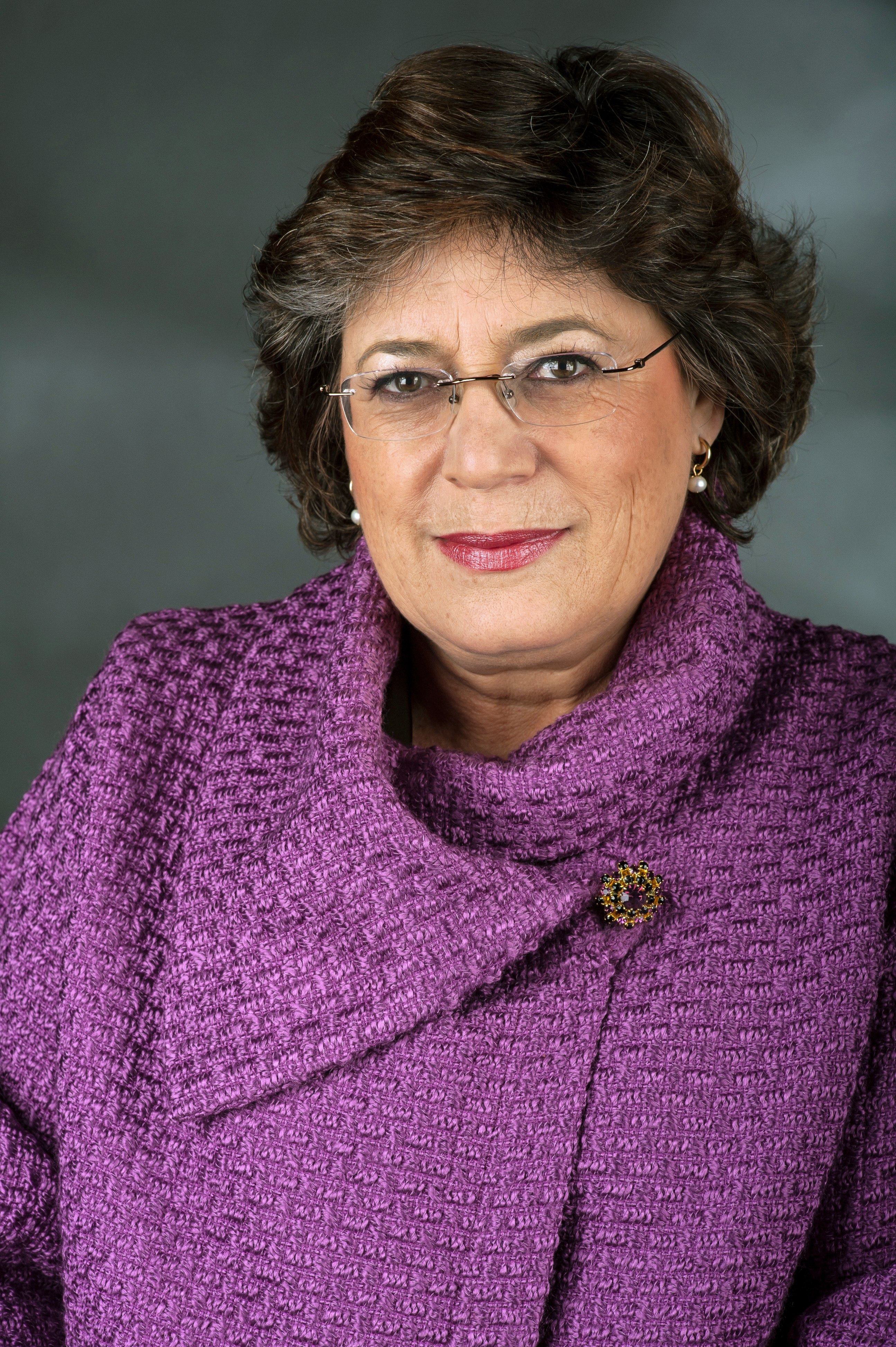
Ana Gomes in Straßburg (2014)

Ana Maria Rosa Martins Gomes (* 9. Februar 1954 in Lissabon) ist eine portugiesische Diplomatin und Politikerin der Partido Socialista (PS).

## Leben
Gomes studierte Rechtswissenschaften an der Universität Lissabon und war ab 1980 im Auswärtigem Dienst tätig. Von 1982 bis 1986 war sie diplomatische Beraterin des Präsidenten der Republik. Außerdem arbeitete sie bei den Missionen Portugals bei den Vereinten Nationen in New York und in Genf sowie den Botschaften in Tokio und London. Ab dem  30. Januar 1999 war sie die portugiesische Vertreterin in Jakarta, ab 2000 auch offiziell als portugiesische Botschafterin in Indonesien, nachdem die beiden Länder wieder diplomatische Beziehungen aufgenommen hatten. Gomes spielte eine wichtige Rolle bei der Überführung der von Indonesien besetzten ehemaligen portugiesischen Kolonie Osttimor in UN-Verwaltung. Die Dienstzeit von Gomes in Jakarta endete 2003.
Seit 2000 an war Gomes Mitglied der Partido Socialista. Von 2004 bis 2019 war Gomes Abgeordnete im Europäischen Parlament. Bei der Präsidentschaftswahl in Portugal 2021 trat sie als Kandidatin der PS an.

## Auszeichnungen
- Großkreuz des portugiesischen Christusordens (2000)
- Insígnia der Ordem de Timor-Leste (2009)[3]